# Арно Гильом II (виконт Барта)
Арно-Гильом II (Arnaud Guillaume II) (ум. после 1259) — виконт Барта, а также по правам жены — виконт Ора и Маньоака.
Родился около 1213 года, сын (единственный ребёнок) Санша III де ла Барта и его жены (с 1212 года) Матильды де Комменж.
Около 1235 года женился на не известной по имени дочери Бернара, виконта Ора, наследнице виконтств Ор и Маньоак.
В 1249 году начал феодальную войну с графом Астарака Сантюлем II. Потерпел поражение, попал в плен, освобождён за выкуп.
Дети:
- Вероника де ла Барт, виконтесса Барта, Ора и Маньоака. Муж (1263) — Арно Бернар д’Арманьяк, сын Роже д’Арманьяка, виконта де Фезансаге и его женв Пюсель д’Альбре.
- Брюнисенда де ла Барт, виконтесса Барта, Ора и Маньоака.